# Cornelia van der Veer

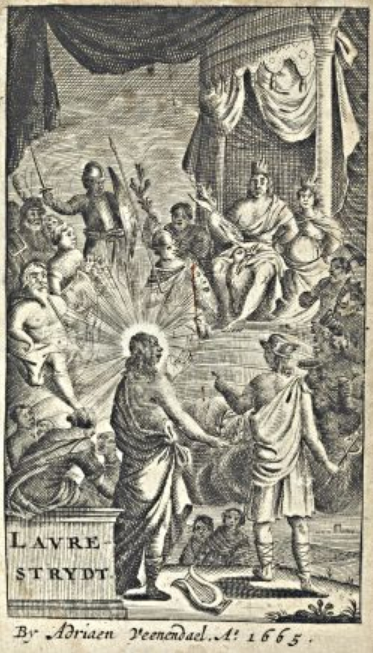
Illustratie in: Lauwer-stryt tusschen Catharina Questiers en Cornelia van der Veer (1665).

Cornelia van der Veer (Amsterdam, 30 augustus 1639 – overl. ca. 1704) was een dichteres in de tweede helft van de zeventiende eeuw. Nog tijdens haar leven verschenen haar gedichten in druk, ongebruikelijk voor een vrouw in die tijd, en zij was een van de eerste vrouwen van wie politieke pamfletten verschenen.
Zij wordt met Catharina Questiers (1631-1669) en Katharyne Lescailje (1649-1711) tot de bekendste en meest succesvolle dichteressen van haar tijd gerekend.

## Levensloop

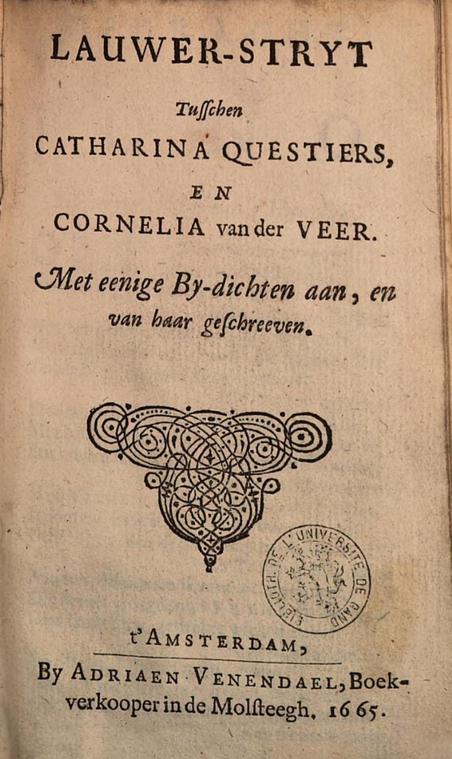
Titelblad Lauwer-stryt tusschen Catharina Questiers en Cornelia van der Veer (1665).

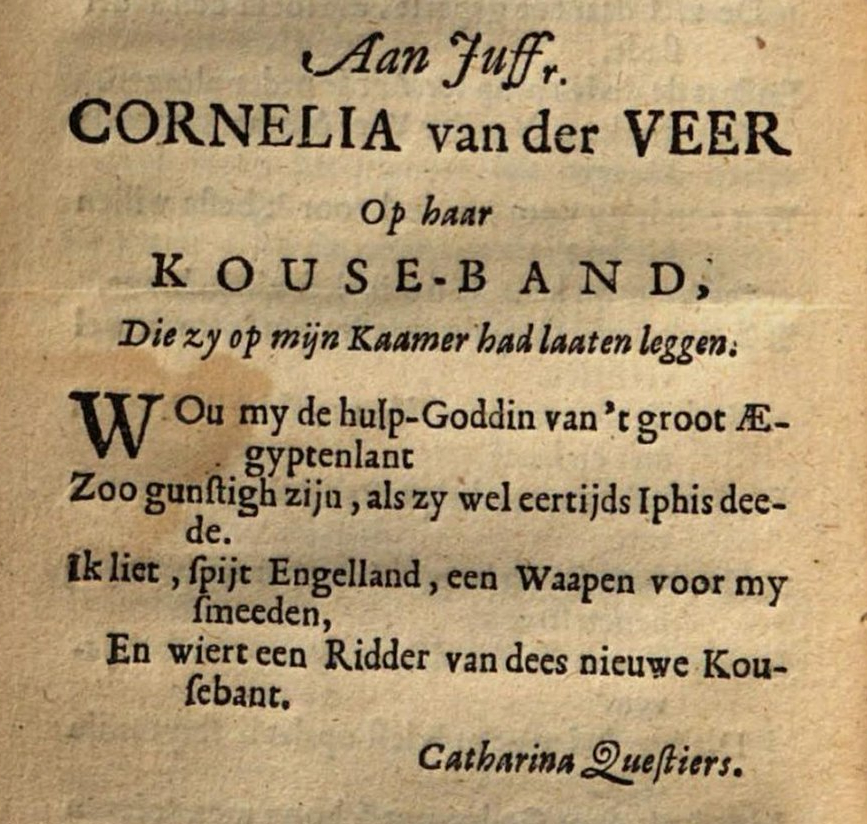
Gedicht 'Op haar kouseband' van Questiers aan Van der Veer. In: Lauwer-stryt (1665).

Cornelia van der Veer was de dochter van Albert Pietersz. en Cornelia Cornelis. Zij woonden op het Sardammer Veer, dit verklaart de achternaam die de familie ging gebruiken. Ze had, naar eigen zeggen, nog zestien broers en zussen.
Cornelia van der Veer is zover bekend haar hele leven ongetrouwd gebleven. Haar sterfdatum is onbekend, maar moet na 10 april 1702 hebben gelegen (mogelijk 1704).

## Schrijverschap
Van Van der Veer zijn er ongeveer 135 gedichten overgeleverd. Hiervan zijn er tussen 1666 en 1675 een aantal als pamflet verschenen; met vier van deze gedichten gaat ze in op de politieke situatie van de Republiek van dat moment. Ze schrijft onder meer over de Tweede en Derde Engels-Nederlandse oorlog en over stadhouder-koning Willem III. Zij was hiermee de eerste vrouw die zich in het publieke politieke debat mengde.
Cornelia van der Veer was toen al bekend door haar dichtwisseling met Catharina Questiers, uitgegeven in de bundel Lauwer-strijt (1665). In deze bundel zijn ook ruim 50 gedichten van Cornelia van der Veer aan anderen opgenomen. Vanaf 1674 wisselt ze gedichten met Katharyne Lescailje. Deze laatste opent de reeks met een afscheidsgedicht als Van der Veer een reisje naar Den Briel gaat maken. Nog geen twee jaar later beklaagt Van der Veer zich dat Lescailje meer aandacht aan anderen besteedt, met name Sara de Canjoncle. De dichtwisseling verwatert hierna. Deze dichtwisseling is opgenomen in Lescailjes verzamelde werk.
Tot slot zijn er gedichten van Cornelia van der Veer opgenomen in ruim 10 verzamelbundels en bundels van anderen als opdrachtgedicht of drempeldicht. Na 1702 is er geen publicatie meer van haar bekend.
Cornelia van der Veer schreef lofdichten op Blasius en werd geprezen door Vondel en Huygens. Als ondertekening onder de gedichten hanteerde zij de spreuk "Ik tracht Veerder".

## Gedichten van Catharina Questiers
't Hervomde slagzwaard of geestelijke hane-kraai over de bedroefde toestand van onze scheepsvloot
't Roemruchtig Amsterdam zo vaak van God gedagvaard,
Gevoelde door de striem van 't mens-verdervend slagzwaard,
Haar boezem doorgewond, en dodelijk gekwetst:
De straten om, en om, met lijken, door de pest (de pest van 1664)
Teneergeveld; waardoor dat kerrek, en kerk-hoven
Bijna in barensnode, een vuile stank naar boven
Opzonden; ...
(...)
Gelijk wij speuren hoe de Vrede, en Bondgenootschap,
Twee dochtren van omhoog, zeer jammerlijk verkracht
En weggezonden zijn, door een te droeve nacht
Van duistre oorlog, met de kroon van Groot-Brittanjen,
Wiens bloeddorst zelfs ten trots van Mahomet, en Spanjen,
In de Oceaan braveert, en daagde ons scheepsvloot uit:
Waardoor den koopman zucht, en zien zijn schat tot buit
En plonder-roof gemaakt, de burgren zonder nering.
(...)
Van stad, van staat, en volk: 't gezegend Nederland
Grijp dan de waapnen met gebeên weer in de hand! (oproep tot gebed en vrede)
Terwijl men op het nu de vloot gaat kalefaatren:
Zo zal 't triomflied voor geschrei de lucht door schaatren,
En zenden ons de vreed', die heil en welstand wekt.
De zwarte tonnen van het teer en pek bepekt,
Die zullen lichterlaag haar vlam ten hemel zenden:
Vuurpijlen door de lucht, tot teken dat het ende
Des strijds gedaan is, en het bloedvat uitgedroogd:
Zo wordt de koopmanschap en welstand weer verhoogd.
Ik tracht VEERder
(pamflet ca. 1666)
Klacht aan de volgeestige Katharina Lescailje
Hoe is het Katharien, met onze vriendschap g'legen?
Slacht zij 't gemene goed, dat meest verloren gaat?
Of waant gij, brave maagd, dat ik geen volle maat
Aan u gegeven heb, voor 't geld daarvoor verkregen?
Heel anders tuigt mijn hart omtrent dat grote werk:
En evenwel, mij dunkt, uw vriendschap schijnt aan 't wijken,
Terwijl ik van haar niet en zie de minste blijken,
Waarmee dat ik mij in dees twijfelheên versterk.
Dat ik laatstmaal 't geluk had u te aanschouwen
Was juist zo als uw voet Canjonkels stoep af trad
Op d' uitgang van het jaar, dat afgerekend had,
Om d' eerste morgenstond van 't nieuwe ons voor te houwen;
Doch 'k heb daar u, maar gij niet mij gezien; o neen:
Onwetend evenwel dat gij 't waart, die ik oogde,
Schoon ik uw voetspoor trad, totdat g' uw gang verhoogde,
En sloeg de brug op, vast gebouwd van kalk en steen.
Toen heeft mij de achterdocht in zelfstrijd toegedreven:
Zou 't wel Katrina zijn die daar de sluis opstreeft?
't Schijnt aan haar trotse tred, en al wat aan haar leeft:
Ik keer, en heb mij op de middelboog begeven;
Waar gij, van mij, als Galathé van Polifeem,
Werd naarstig nageoogd tot aan uw zusters drempel;
Die gij opstreefde en sloeg straks in mijn hert den stempel
Van volle zekerheid, als in het weekste leem.
Vergeefs was 't, dat ik mij van 't ongeluk beklaagde:
En u, met Dido, zond mijn zuchten achterna,
gij waart geweken als een schaduw tot mijn scha:
Dies mij mijn dom verstand, en schier mijn zelf mishaagde;
Doch moed herschiep ik, als ik dacht op uw bezoek,
Op hoop dat de achterstal daarin voldaan zou werden,
Waartoe dat ik, tot nog, de tijd kom uit te herden,
Maar vind, van u, niet als een ongeletterd boek,
Waarin ik u vriendin noch vijandin kan lezen;
Hoewel ik 't laatste nooit verhoop, roemwaarde maagd:
Waar vuur is vindt men rook; na 't vonken vlam opdaagt.
Uw pen of uw bezoek moet hier getuige wezen.
Uw vederbeksken schijnt ook t' enemaal als stom:
En schoon mijn oren naar uw lekk're verzen jeuken,
Die roos en anjelier braveren in haar reuken,
Uw zangheldin blijft weg, mij lief en wellekom.
Dies Katharien, ik u citeer om op te dagen.
Behoudens uwe gunst, die ik vrij hoog waardeer;
Blijf onderwijlen uw vriendinne Van der Veer,
Die in uw dichtkunst schept een zonderling behagen.
Ik tracht VEERder.
(In: Lescailje, Mengelpoezy; datering: oudjaar 1675)

## Uitgaven (selectie)
- Gulde bruyloft. Op de 50. jarige-houweyks-dagh; van den eerwaerde Cornelis de Bree, en zyn zeegenryke eghtgenoodt. Anna Engelsman. Getrout den 11 augusty 1652. Ik traght Veerder [Cornelia van der Veer], [1652] (pamflet)
- Lauwer-strijt; met eenige Bij-dichten aan, en van haar geschreeven. Catharina Questiers en Cornelia van der Veer (Amsterdam, Adr. Venendael, 1665)
- 'T hervormde slag-swaard of Geestelyke hane-kraay oover de bedroefde toestand, van onse scheeps-vlood. Ik tragt Veerder, Cornelia van der Veer [1666] (pamflet)
- Het triomphante pinkster-feest, of zegenpraal, over de bevogte victory der Nederlandsche vloot, Cornelia van der Veer (t'Amsterdam, gedr. by Adr. Venendael, 1666) (pamflet)
- Triumphante Vruegde-Galm, over de bevoghte Victorie van onse Scheeps Vloot, door de Manhafte, Strijdb 're en onvergelijklicke Helden: de Heeren Michael de Ruyter en Cornelis Tromp', Cornelia van der Veer (t'Amsterda, gedr. Abr. van Essen, 1673) (pamflet)
- Olyf tak, over de gesloten vrede, met de Koning van Groot-brittangien. Ik tracht VEERder, Cornelia vander Veer [1674] (pamflet)
- Over het aenvaarden, van het capiteyn generaelschap, en admirael ter see van sijn doorluchte hoogheyt Wilhelm de Derde prince van Orangie, grave van Nassau, &c. Ik tragt Veer-der, Cornelia van der Veer [1675] (gedicht)

Handschrift
- Brief van Cornelia van der Veer aan Joan Leonardsz Blasius. In: Album Blasius, 1663 [UvA].